# Imperator (tisztség)
Az imperator (magyarosan: imperátor) a legmagasabb tisztség a tradicionális beavató rendekben.

## Jelentése
A szó gyökere a latin impero, mely alapján az Imperátor felelősséggel felruházott vezetőt jelent ebben az összefüggésben. Világi és spirituális vezető is egyben, aki transzcendens küldetését eredetileg egyszemélyi és teljesen hierarchikus irányítás révén gyakorolta a szervezete fölött. Ma már jellemzően vezetői testület segíti munkáját (Legfelsőbb Nagypáholy), mely a lehetséges legnagyobb mértékű konszenzusra törekszik. A tisztség ezzel együtt ma sem csak szimbolikus, azonban bármely spirituális tudás és hatalom felelősen csak a Legfőbb Jó (Summum Bonum) céljából és érdekében gyakorolható.

## A tisztséget alkalmazó szervezetek
- Rózsakeresztes rend (A.M.O.R.C.) - jelenlegi Imperátor: Claudio Mazzucco[3]
- Confraternity of the Rose Cross (CR+C) - jelenlegi Imperátor: Gary L. Stewart[4]
- FUDOSI - korábban létezett, de ma már nem működő szervezet - Imperátor "triumvirátus" vezette[5]
- Societas Rosicruciana in America (SRiAm) - korábbi (1909-1944) Imperátor: George Winslow Plummer[6]